# Авейру (округ)
Округ Авейру (порт. Distrito de Aveiro) — округ в западной Португалии.
Округ состоит из 19 муниципалитетов. Распределён между 2 статистическими регионами: Северный регион, Центральный регион. Распределён между 4 статистическими субрегионами: Байшу-Воуга, Большой Порту, Тамега, Энтре-Доуру-и-Воуга. В составе округа имеются 3 городские агломерации: Большая Коимбра, Большое Авейру и Большой Порту.
Ранее входил в состав провинции Дору-Литорал и Бейра-Литорал. Территория — 2800 км². Население — 714 200 человек (2011). Плотность населения — 255,07 чел./км². Административный центр — город Авейру.

## География
Регион граничит:
- на севере — округ Порту
- на востоке — округ Визеу
- на юге — округ Коимбра
- на западе — Атлантический океан

## Муниципалитеты
Округ включает в себя 19 муниципалитетов:
1. Санта-Мария-да-Фейра
2. Авейру
3. Албергария-а-Велья
4. Ильяву
5. Агеда
6. Оливейра-ду-Байру
7. Оливейра-де-Аземейш
8. Овар
9. Сан-Жуан-да-Мадейра
10. Эшпинью
11. Эштаррежа
12. Север-ду-Вога
13. Меальяда
14. Анадия
15. Вагуш
16. Муртоза
17. Вале-де-Камбра
18. Каштелу-де-Пайва
19. Арока